# Module de contrôle provisoire
Pour les articles homonymes, voir ICM.

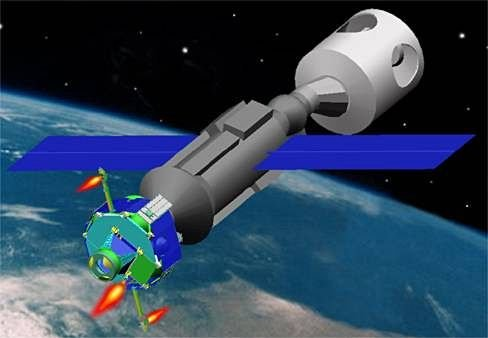
Le module de contrôle provisoire (à gauche) amarré au module russe Zarya (module Unity à droite) (NRL - U.S. Navy).

Le Module de contrôle provisoire (en anglais : Interim Control Module), ou ICM, est un module spatial conçu à la demande de la NASA peu avant le début de l'assemblage de la Station spatiale internationale, afin de permettre le maintien en orbite de la Station au cas où le module russe Zvezda, chargé de cette mission, serait détruit lors de son lancement ou mis en orbite avec un retard important.

## Historique
À l'époque, la Russie est plongée dans une crise économique et financière profonde, qui affecte le fonctionnement des entreprises et en particulier celui de l'industrie spatiale ; la NASA estime qu'il existe un risque que le module russe ne soit pas prêt à temps pour empêcher les premiers modules de la Station spatiale d'effectuer une rentrée prématurée dans l'atmosphère terrestre et d'être détruite.
En 1997, la NASA demande donc au Laboratoire de recherche navale (NRL) de la US Navy d'étudier l'adaptation d'un système spatial déjà disponible, pour fournir une propulsion de secours à faible coût à la Station spatiale internationale. Le laboratoire de recherche propose de développer le module ICM à partir d'un étage supérieur de fusée conçu pour placer plusieurs satellites de reconnaissance lancés par un même lanceur Titan sur des orbites différentes. Après avoir déterminé que le système retenu peut être adapté à temps pour répondre aux exigences du calendrier de la NASA, l'agence spatiale demande au NRL de développer le Module de contrôle provisoire. L'ICM doit permettre à la fois d'assurer le contrôle d'attitude et le rehaussement périodique de l'orbite de la Station spatiale. Si son utilisation s'avère nécessaire, il est prévu que l'ICM soit lancé par la navette spatiale américaine et s'amarre au module russe Zarya. Une fois en orbite, l'ICM dispose de suffisamment de carburant pour assurer sa mission sur une durée de un à trois ans.
Actuellement l'ICM est stocké dans l'établissement de développement des charges utiles du NRL, à Washington, D.C., où il est conservé en état de fonctionnement et prêt à faire face, si nécessaire, aux besoins de la Station spatiale internationale. NRL étudie par ailleurs des missions alternatives pour l'ICM. SpaceX étudie la prise en charge du lancement de l'ICM par son lanceur Falcon 9 comme alternative au lancement par la navette spatiale, après le retrait de celle-ci début 2011.[réf. nécessaire].